# Olindia
Olindia là một chi bướm đêm thuộc họ Tortricidae.

## Các loài
- Olindia schumacherana Fabricius, 1787